# Masteria amarumayu
Espèce
Masteria amarumayu est une espèce d'araignées mygalomorphes de la famille des Dipluridae.

## Distribution
Cette espèce est endémique d'Amazonas au Brésil,. Elle se rencontre vers Manaus.

## Description
Le mâle holotype mesure 3,07 mm et la femelle paratype 3,23 mm.

## Publication originale
- Passanha & Brescovit, 2018 : On the Neotropical spider subfamily Masteriinae (Araneae, Dipluridae). Zootaxa, no 4463(1), p. 1-73.